# 索-海 (亞利桑那州)
索-海（英語：So-Hi）是位於美國亞利桑那州莫哈維縣的一個人口普查指定地區。根據2010年美國人口普查，該地人口為477人，而該地的面積約為2.28平方千米。

## 地理
索-海的座標為35°15′10″N 114°08′28″W / 35.25278°N 114.14111°W，而該地最高點為海拔高度1140米（即3740英尺）。